# Ácido gentísico
Ácido gentísico, con fórmula química C7H6O4, es un ácido dihidroxibenzoico. Es un derivado de ácido benzoico y un producto menor (1%) de la ruptura metabólica baja de la aspirina; se excreta por los riñones.
También se encuentra en el árbol africano Alchornea cordifolia y en el vino.

## Production
Ácido gentísico es producido por carboxilación de hidroquinona.
C6H4(OH)2 + CO2 → C6H3(CO2H)(OH)2
Esta conversión es un ejemplo de una reacción de Kolbe-Schmitt.

## Aplicaciones
Como hidroquinona, el ácido gentísico se oxida fácilmente y se utiliza como un excipiente antioxidante en algunas preparaciones farmacéuticas.
En el laboratorio, se utiliza como una matriz de muestra en la matriz asistida por láser de desorción / ionización (MALDI) de espectrometría de masas, y se ha demostrado para detectar convenientemente péptidos que incorporan el resto de ácido borónico por MALDI.